# Ptero

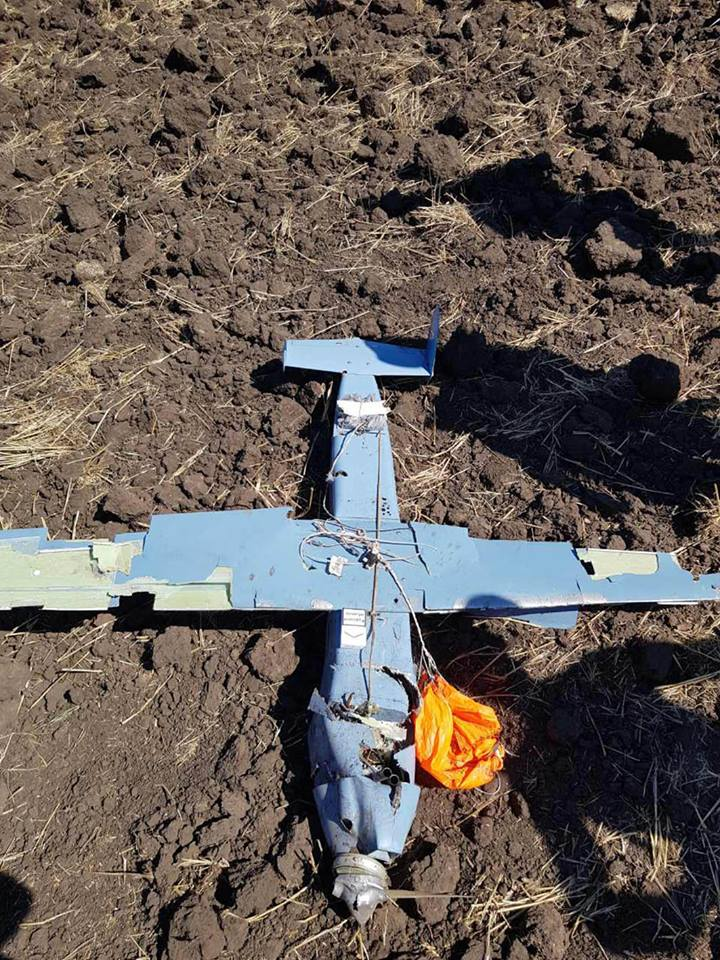
Drone abattu

Ptero est un drone de reconnaissance tactique polyvalent russe fabriqué par la société AFM-Servers.

## Description
Le premier vol s'est déroulé en 2010.
L'un des modèles de cette famille d'appareils a été développé secrètement pour les besoins du Service fédéral de sécurité de la fédération de Russie (FSB), et utilisé par la Russie dans la guerre du Donbass en Ukraine, et dans la guerre civile de Syrie.

## Développement
Des tests du complexe Ptero-SM fabriqué par AFM-Servers ont eu lieu en 2013. Le complexe disposait de caméras de 80 mégapixels et d'imageurs thermiques pour la création rapide de plans de zone haute résolution pour des opérations spéciales. Le client des tests était le FSB,.

## Caractéristiques
Le vol est entièrement contrôlé, comme dans toute la famille Ptero, à l'aide du système de contrôle automatique  « PteRoBot » développé par AFM-Server .
Ces caractéristiques sont proches d'un autre drone russe, le Orlan-10 : voilure haute, moteur à combustion interne, entrée d'air directe,.

## En opérations
Plusieurs drones ont été abattus ou repérés spécifiquement à plusieurs reprises :
- un drone a été abattu le 28 mai 2014 au-dessus de la ville de Donetsk en Ukraine ;
- un est tombé en mai 2014 dans le district d'Izioum de la région de Kharkiv ;
- un abattu le 18 février 2015 au-dessus de Toretsk par des employés du département municipal d'Artemivsk (aujourd'hui Bakhmut) du service de sécurité ukrainien dans la région de Donetsk avec l'utilisation d'armes automatiques ordinaires. L'avion porte le numéro de carte 2108[3];
- un abattu en février 2015 près de Debaltsev par la 128e Brigade d'assaut de montagne ukrainienne ;
- un tombé le 8 février 2017 vers 19 h près de la ligne de contact (carte numéro 2166).
- le 16 août 2018, les forces et moyens de défense aérienne des forces conjointes ont enregistré un véhicule aérien sans pilote des forces d'occupation russes, qui faisait la reconnaissance de nos positions en direction de Pervomaisk-Severodonetsk-Svatovo. Après confirmation du fonctionnement du drone par des stations radar, la cible a été détruite par une brigade de pompiers de la défense aérienne alliée[4],[5].

Le même type de drone a été retrouvé en Lithuanie en 2016, lancé par les services spéciaux russes depuis la Biélorussie. Des informations à ce sujet sont devenues accessibles au grand public le 5 février 2019, à la suite d'un rapport du Département lituanien de la sécurité d'État et du renseignement militaire,.

### Guerre civile en Syrie
Le drone numéro 2203 a été abattu le 16 octobre 2015 par l'armée de l'air turque près de la frontière avec la Syrie,.
Le 28 septembre 2019, dans la province turque de Kilis, frontalière de la Syrie, des chasseurs F-16 de l'armée de l'air turque ont abattu un drone russe, qui avait violé l'espace aérien turc à 6 reprises. L'épave du drone est tombée près de la base militaire de Childirob. Les volontaires d'InformNapalm ont pu identifier l'affiliation du drone avec la fédération de Russie à partir de photos publiées de l'épave. Le drone abattu avait le numéro de carte 2170.